# Saint-Wandrille-Rançon
Saint-Wandrille-Rançon és un municipi francès situat al departament del Sena Marítim i a la regió de Normandia. L'any 2007 tenia 1.180 habitants.

## Demografia

### Població
El 2007 la població de fet de Saint-Wandrille-Rançon era de 1.180 persones. Hi havia 460 famílies de les quals 92 eren unipersonals (28 homes vivint sols i 64 dones vivint soles), 176 parelles sense fills, 152 parelles amb fills i 40 famílies monoparentals amb fills.
La població ha evolucionat segons el següent gràfic:
Habitants censats

### Habitatges
El 2007 hi havia 502 habitatges, 463 eren l'habitatge principal de la família, 21 eren segones residències i 18 estaven desocupats. 455 eren cases i 43 eren apartaments. Dels 463 habitatges principals, 331 estaven ocupats pels seus propietaris, 123 estaven llogats i ocupats pels llogaters i 9 estaven cedits a títol gratuït; 2 tenien una cambra, 21 en tenien dues, 69 en tenien tres, 124 en tenien quatre i 247 en tenien cinc o més. 353 habitatges disposaven pel capbaix d'una plaça de pàrquing. A 201 habitatges hi havia un automòbil i a 227 n'hi havia dos o més.

### Piràmide de població
La piràmide de població per edats i sexe el 2009 era:
| Homes | Edats   | Dones |
| ----- | ------- | ----- |
| 0     | 95 o +  | 0     |
| 0     | 90 a 94 | 0     |
| 4     | 85 a 89 | 4     |
| 12    | 80 a 84 | 4     |
| 8     | 75 a 79 | 24    |
| 40    | 70 a 74 | 24    |
| 28    | 65 a 69 | 36    |
| 44    | 60 a 64 | 28    |
| 20    | 55 a 59 | 36    |
| 56    | 50 a 54 | 44    |
| 28    | 45 a 49 | 40    |
| 32    | 40 a 44 | 32    |
| 80    | 35 a 39 | 48    |
| 60    | 30 a 34 | 60    |
| 32    | 25 a 29 | 24    |
| 32    | 20 a 24 | 24    |
| 20    | 15 a 19 | 64    |
| 28    | 10 a 14 | 44    |
| 36    | 5 a 9   | 36    |
| 44    | 0 a 4   | 8     |

## Economia
El 2007 la població en edat de treballar era de 773 persones, 552 eren actives i 221 eren inactives. De les 552 persones actives 510 estaven ocupades (285 homes i 225 dones) i 42 estaven aturades (15 homes i 27 dones). De les 221 persones inactives 86 estaven jubilades, 55 estaven estudiant i 80 estaven classificades com a «altres inactius».

### Ingressos
El 2009 a Saint-Wandrille-Rançon hi havia 459 unitats fiscals que integraven 1.168 persones, la mediana anual d'ingressos fiscals per persona era de 19.497 €.

### Activitats econòmiques
Dels 51 establiments que hi havia el 2007, 7 eren d'empreses de fabricació d'altres productes industrials, 7 d'empreses de construcció, 12 d'empreses de comerç i reparació d'automòbils, 5 d'empreses de transport, 4 d'empreses d'hostatgeria i restauració, 1 d'una empresa d'informació i comunicació, 5 d'empreses financeres, 1 d'una empresa immobiliària, 2 d'empreses de serveis, 1 d'una entitat de l'administració pública i 6 d'empreses classificades com a «altres activitats de serveis».
Dels 12 establiments de servei als particulars que hi havia el 2009, 1 era una oficina de correu, 1 taller de reparació d'automòbils i de material agrícola, 3 fusteries, 1 lampisteria, 1 electricista, 1 perruqueria i 4 restaurants.
L'únic establiment comercial que hi havia el 2009 era una floristeria.
L'any 2000 a Saint-Wandrille-Rançon hi havia 14 explotacions agrícoles que ocupaven un total de 450 hectàrees.

## Equipaments sanitaris i escolars
El 2009 hi havia una escola elemental.

## Poblacions més properes
El següent diagrama mostra les poblacions més properes.